# Staatskapelle Berlin

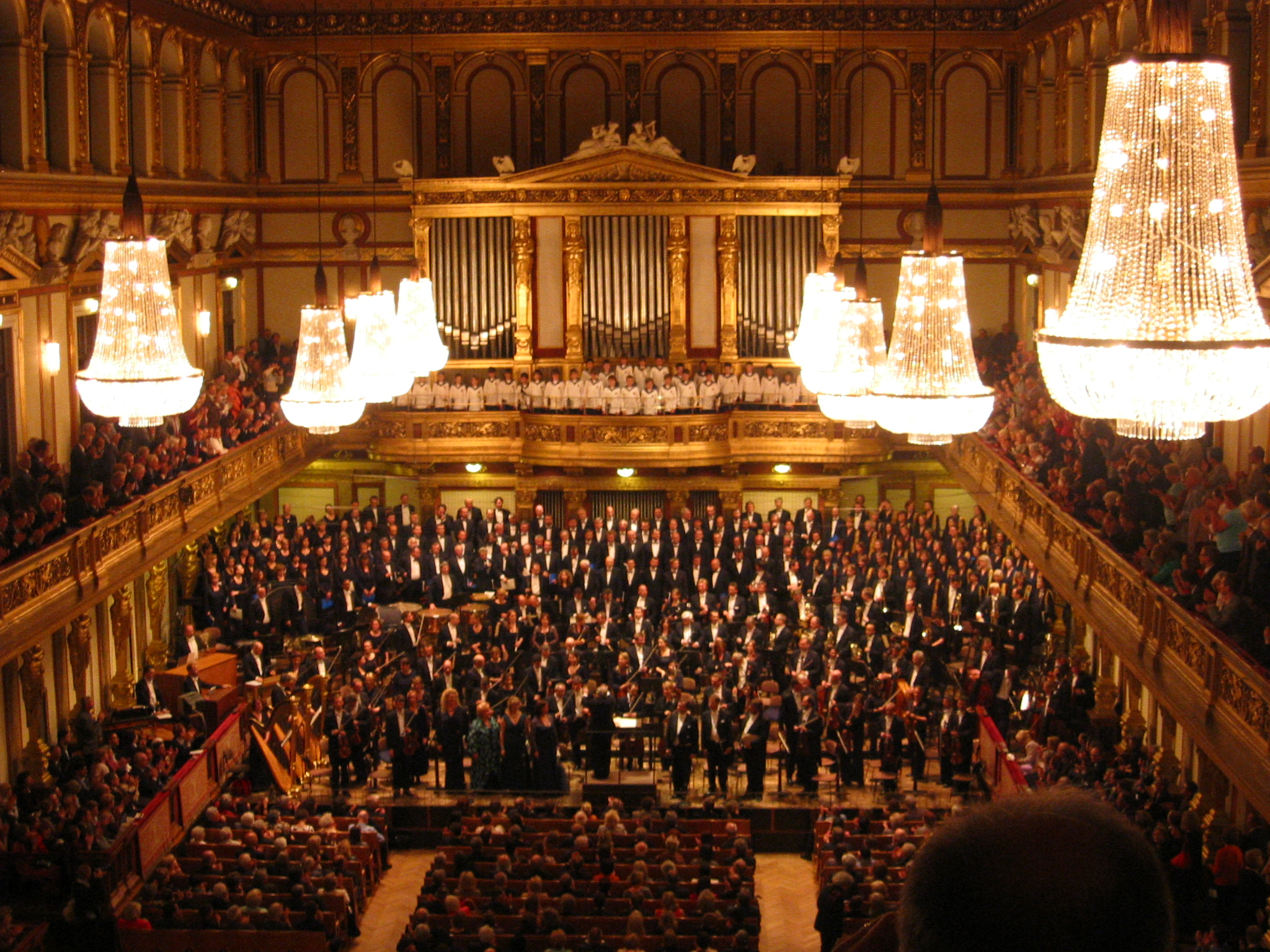
G. Mahler: Sinfonie der Tausend. Wiener Singverein, Slovenský filharmonický zbor, Wiener Sängerknaben und Staatskapelle Berlin unter Pierre Boulez im „Goldenen Saal“ (2009)

Die Staatskapelle Berlin gilt als eines der führenden Orchester der Welt und gehört mit einer seit 1570 belegten Historie zu den traditionsreichsten Ensembles. Sie residiert seit 1742 in der Staatsoper Unter den Linden. Das Sinfonieorchester spielt außerdem Opern und Ballette. Im Jahre 1997 wurde eine Orchesterakademie gegründet.

## Geschichte

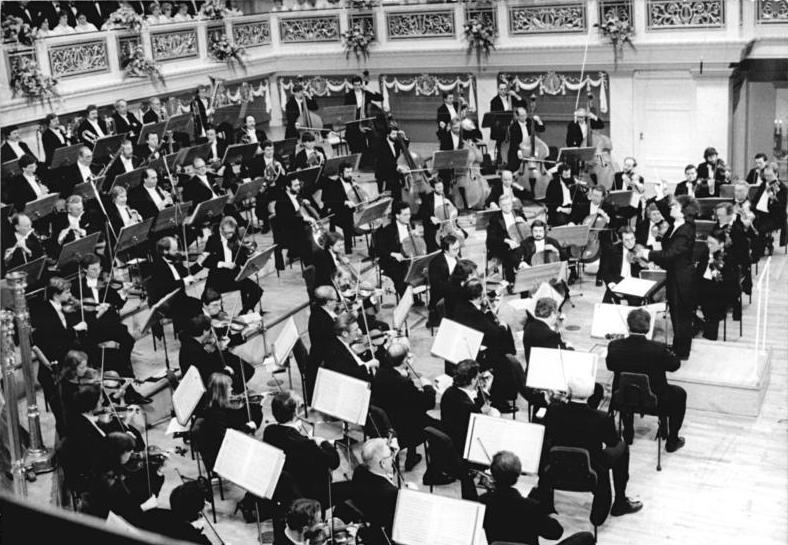
Neujahrskonzert im Schauspielhaus (1987)

Die Überlieferung einer Kapellordnung aus dem Jahre 1570 lässt vermuten, dass die damalige „Kurfürstliche Hofkapelle“ bereits längere Zeit davor existierte. Mit ihr begründet sich die Tradition des heutigen Orchesters. 1684 spielt das Orchester die ersten
Opernaufführungen in einem Saal des Berliner Stadtschlosses. Bei der Standeserhöhung des Brandenburgischen Kurfürsten Friedrich III. zum König in Preußen wurde das Ensemble 1701 in Königliche Kapelle umbenannt. Zu diesem Zeitpunkt umfasste es etwa 30 Musiker. Nach einer vorübergehenden Umwandlung in ein militärisches Orchester wurden die Musiker 1741 durch Friedrich den Großen mit dem Orchester aus Rheinsberg zusammengeführt. Diese Königliche Hofkapelle zu Berlin bestritt daraufhin 1742 die Eröffnung der Lindenoper. Als bekannteste Musiker waren zu diesem Zeitpunkt Carl Philipp Emanuel Bach und Franz Benda Mitglieder der Hofkapelle, die von Johann Joachim Quantz geleitet wurde. Zunehmend prägten die Musiker der Hofkapelle auch das Konzertleben Berlins. Am 1. März 1783 gab das Orchester im Saal des Hotel Stadt Paris unter Hofkapellmeister Johann Friedrich Reichardt das erste Konzert für die Öffentlichkeit.
1811 wurden die Berliner Oper, das Nationaltheater und deren Orchester vereinigt. 1820 berief der König mit Gasparo Spontini den ersten General-Music-Director. Dieser steigerte die Qualität des Orchesters und gründete den „Spontini-Fonds“ für in Not geratene Kapellmitglieder. 1829 nahmen Musiker der Königlichen Hofkapelle an der Wiederaufführung der „Matthäuspassion“ von Johann Sebastian Bach unter der Leitung von Felix Mendelssohn Bartholdy teil. Mit dem nachfolgenden Generalmusikdirektor Giacomo Meyerbeer wurden ab 1842 die Aufgaben des Orchesters erweitert und eine regelmäßige Konzertreihe für Abonnenten begonnen. Durch einen Brand im Jahre 1843 bis auf die Grundmauern zerstört, wurde das Opernhaus Unter den Linden unter der Leitung von Carl Ferdinand Langhans innerhalb eines reichlichen Jahres wieder aufgebaut inklusive eines Saales mit ca. 1800 Plätzen. In den folgenden Jahren wirkte die Hofkapelle bei etlichen Ur- und Erstaufführungen mit, unter anderem unter Richard Wagner, Felix Mendelssohn Bartholdy und Otto Nicolai, der 1848 zum Hofkapellmeister bestellt wurde. Seit dem 14. April 1890 fanden die Sinfoniekonzerte nicht mehr im Apollosaal, sondern im großen Langhanssaal statt.
Richard Strauss, seit 1898 Erster Hofkapellmeister, wurde 1908 Generalmusikdirektor des Orchesters, 1913 erhielt Leo Blech diesen Titel ebenfalls. In den 1920er Jahren dirigierten Hermann Abendroth, Fritz Busch, Bruno Walter und Wilhelm Furtwängler. 1923 wurde Erich Kleiber Generalmusikdirektor. 1934 legte Furtwängler sein Amt als Operndirektor nieder, blieb dem Haus jedoch als Dirigent erhalten. Clemens Krauss, Johannes Schüler, Werner Egk dirigierten während der 1930er Jahre. Von 1938 an leitete Herbert von Karajan mehrere Opernvorstellungen. 1940 dirigierte er sein erstes Sinfoniekonzert mit der Staatskapelle, bevor er von 1941 bis 1945 GMD wurde. Unter seiner Leitung erfolgte auch die erste Stereoaufnahme im Jahre 1944.
Sechs Wochen nach Kriegsende spielte die Staatskapelle ihr erstes Konzert und eröffnete am 30. Juni 1945 die erste Nachkriegssaison. Die ersten Konzerte wurden unter anderem mit Wilhelm Furtwängler, Joseph Keilberth, Yehudi Menuhin und Erich Kleiber musiziert. Letztgenannter forderte den Wiederaufbau der traditionellen Spielstätte Unter den Linden und übernahm die musikalische Leitung der Deutschen Staatsoper. Der Admiralspalast wurde bis zur Wiedereröffnung 1955 mit den „Meistersingern von Nürnberg“ von Richard Wagner zur Ausweichspielstätte in Berlin. Im selben Jahr wurde Franz Konwitschny GMD. Als weitere Dirigenten wurden Lovro von Matačić, Horst Stein, Hans Löwlein, Heinz Rögner und Heinz Fricke verpflichtet. In der Zeit von 1964 bis 1991 war Otmar Suitner Chefdirigent des Orchesters und derjenige, welcher durch eine rege Tonproduktions- und Tourneétätigkeit die Reputation der Staatskapelle auch im Ausland förderte. Am 30. Dezember 1991 gab Daniel Barenboim sein erstes Konzert als neuer Chefdirigent des Orchesters und Generalmusikdirektor der Staatsoper.

## Gegenwart

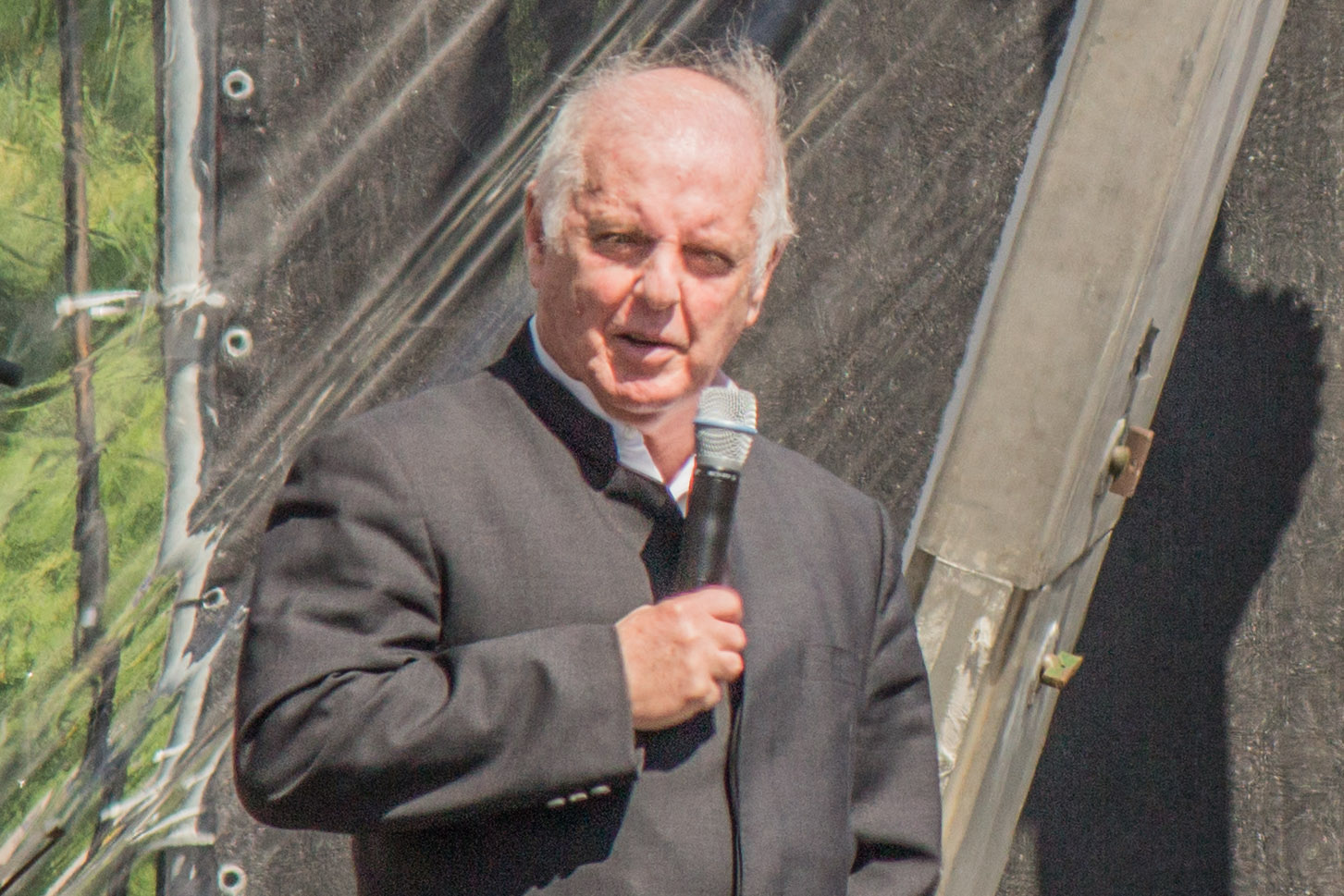
Daniel Barenboim bei Staatsoper für alle, 2014

Heute ist die Staatskapelle Berlin eines der führenden Ensembles der Welt. Es unternimmt Konzertreisen und Operntourneen in alle europäischen Musikzentren, nach Japan, China, den Nahen Osten, sowie nach Nord- und Südamerika.
Die Darbietung sämtlicher Sinfonien und Klavierkonzerte von Beethoven in den 1990er Jahren (Wien, Paris, London, New York, Tokio), der Schumann/Brahmszyklus u. a. in Wien, das Wagnerfest 2002 mit zehn Opern in vierzehn Tagen in Berlin, die Sinfonien und Orchesterlieder Gustav Mahlers in Wien/New York in der Saison 2008/2009 sowie der Brucknerzyklus 2010 in Berlin, 2012 in Wien und 2016 in Tokio sind Ausdruck der künstlerischen Leistung des Orchesters und seines Chefdirigenten Daniel Barenboim.
Kapellmeister wie Richard Strauss, Erich Kleiber, Wilhelm Furtwängler, Herbert von Karajan, Otmar Suitner, seit 1992 Daniel Barenboim, Generalmusikdirektor und vom Orchester als Chef auf Lebenszeit gewählt, sowie Zubin Mehta, Sir Simon Rattle, der erste Gastdirigent Michael Gielen und der Ehrendirigent Pierre Boulez prägten und pflegen jenen Klang, für den das Ensemble heute international hoch gelobt wird.
Die 1997 gegründete Orchesterakademie der Staatskapelle Unter den Linden bildet junge Instrumentalisten aus. Dazu gehören regelmäßiger Unterricht bei Kapellmitgliedern, eigene Kammermusikkonzerte, Vorbereitung auf Probespiele und das Mitspielen am Pult in Konzerten, Opern, Balletten, auf Reisen und bei Aufnahmen.
Ein von Bundesaußenminister Frank-Walter Steinmeier initiiertes Konzert der Staatskapelle unter Leitung Barenboims im Iran scheiterte im August 2015 daran, dass dessen Regierung „das zionistische Regime nicht an[erkennt] und auch nicht mit Künstlern dieses Regimes zusammenarbeiten [wird]“.
Die Staatskapelle Berlin engagiert sich intensiv für den Klimaschutz. 2009 gründeten die Musiker mit ihrem Privatvermögen die Stiftung NaturTon, um Umweltprojekte zu finanzieren. Gemeinsam mit anderen Orchestern betreiben sie den Verein „Orchester des Wandels Deutschland e. V.“, der unter anderem den nachhaltigen Anbau von Ebenhölzern unterstützt, die für den Instrumentenbau verwendet werden.

## Auszeichnungen
- Orchester des Jahres 2008 (Auszeichnung der Zeitschrift Opernwelt):

Staatskapelle Berlin
- Echo Klassik 2007 (Ensemble/Orchester des Jahres, Kategorie Neue Musik):

Mahler, Sinfonie Nr. 9. Mit Barenboim (Warner, 2007).
- Orchester des Jahres 2006 (Auszeichnung der Zeitschrift Opernwelt):

Staatskapelle Berlin unter Daniel Barenboim.
- Grammy Award 2003 (Best Opera Recording):

Wagner, Tannhäuser. Mit Barenboim (Dirigent), Eaglen, Hampson, Meier, Pape und dem Chor der Deutschen Staatsoper Berlin.
- Wilhelm-Furtwängler-Preis 2003, zusammen mit Daniel Barenboim.